# أملاكو
  أملاكو (بالإنجليزية: AMELLAGOU)‏ هي جماعة قروية تابعة لإقليم الرشيدية ضمن جهة درعة تافيلالت بالمغرب.  بلغ مجموع عدد سكان   أملاكو حسب إحصاءات 2004 حوالي 5273  نسمة  يعيشون في  890 أسرة.

## إحصاء عام
| السنة | عدد السكان | عدد الأسر | عدد الأجانب |
| ----- | ---------- | --------- | ----------- |
| 1994  | 5090       | 812       | °°°°        |
| 2004  | 5273       | 890       | 0           |

## دواوير الجماعة
تضم جماعة أملاكو مجموعة من الدواوير ومن بينها قرى إغف أمان وهي خمسة أيت مخون عوج إدمومة أوتالمين أكديم وتضم أيضا قرى مجاورة للجماعة وهي لحرون وتاملوت أملاكو أيت سعيد أعلي , إملوان أيت بويزم أيت يوب أيت سليمان أيت واحي إميضر أدادي